# قبأ الصحراء المارديني
قبأ الصحراء المارديني (باللاتينية: Eremopoa mardinensis) نبات عشبي ينتمي إلى جنس قبأ الصحراء من الفصيلة النجيلية.

## الموئل والانتشار
موطن هذا النبات في الأقاليم السورية الشمالية وتركيا.